# Laureus World Sports Awards

Logo dei Laureus World Sports Awards.

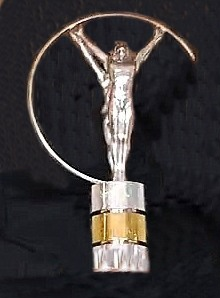
Statuetta Laureus

I Laureus World Sports Awards, talvolta definiti "gli Oscar dello Sport", sono dei premi annuali assegnati ad atleti di varie discipline sportive che sono stati vincenti durante l'anno precedente. La manifestazione fu istituita nel 1999 da Daimler e Richemont ed è sponsorizzata da Mercedes-Benz, International Watch Company e Vodafone. La prima edizione si è tenuta a Montecarlo il 25 maggio 2000.
L'elezione dei vincitori avviene in due fasi: nella prima, una giuria di selezione (formata da scrittori, editori e giornalisti dei principali sport provenienti da oltre 80 nazioni del mondo) crea una lista ristretta di sei candidature per ciascuna categoria attraverso una votazione, che viene monitorata da PricewaterhouseCoopers LLP; nella seconda, i membri della Laureus World Sports Academy votano i candidati nominati per eleggere i vincitori.
Vi sono tre tipi di giuria per le elezioni finali. La prima, composta da giornalisti, vota per 5 categorie: 
- Sportivo dell'anno (Laureus World Sportsman of the Year)
- Sportiva dell'anno (Laureus World Sportswoman of the Year)
- Squadra dell'anno (Laureus World Team of the Year)
- Rivelazione dell'anno (Laureus World Breakthrough of the Year)
- Ritorno dell'anno (Laureus World Comeback of the Year)

La seconda, composta da specialisti, elegge due categorie: 
- Sportivo alternativo dell'anno (Laureus World Action Sportsperson of the Year), scelto da una giuria di giornalisti per gli sport alternativi;
- Sportivo disabile dell'anno (Laureus World Sportsperson of the Year with a Disability), scelto dal comitato esecutivo del Comitato Paralimpico Internazionale.

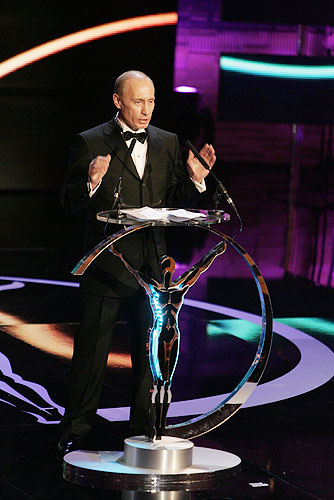
Vladimir Putin ai Laureus World Sports Awards, assegnati al Teatro Mariinsky di San Pietroburgo il 18 febbraio 2008

La terza giuria, infine, formata dall'Academy e dai Patroni Fondatori (Daimler e Richemont) vota per le seguenti categorie per atleti che hanno contribuito positivamente per la società attraverso lo sport:
- Premio alla carriera (Laureus Lifetime Achievement Award)
- Sport per il bene (Laureus Sport for Good Award)
- Spirito sportivo (Laureus Spirit of Sport, introdotta nel 2005).

A questa categoria, si è aggiunto un quarto premio, ossia il Laureus Athlete Advocate of the Year Award (Atleta attivista dell'anno), che è stato introdotto nel 2021 e che è stato vinto da Lewis Hamilton.
L'Academy può, a sua discrezione, assegnare premi supplementari.
Ciascun vincitore riceve in premio una statuetta Laureus, prodotta da Cartier, che raffigura due atleti, i quali si protendono uno a destra e l'altro a sinistra, sostenendosi su di un cerchio e voltandosi le spalle tra loro. Gli atleti poggiano su una base, sulla quale è incisa una rappresentazione dei cinque continenti. Le statuette sono alte 30 cm e pesano 2,5 kg. Le figure degli atleti contengono 670 grammi d'argento cadauno, mentre la base, con finiture in oro, pesa 650 grammi.
Le edizioni 2006 e 2007 si sono tenute a Barcellona alla presenza del re Juan Carlos I di Spagna, mentre quella del 2008 si è svolta a San Pietroburgo con la partecipazione del presidente russo Vladimir Putin. La cerimonia di premiazione per l'edizione 2009, invece, a causa della crisi economica mondiale, è stata annullata; i premi sono stati assegnati ai vincitori all'interno di altre manifestazioni tra maggio e giugno.
Il plurivincitore assoluto è il tennista Roger Federer con sei vittorie complessive [cinque vittorie nella categoria "Sportivo dell'anno" (di cui quattro vittorie ottenute consecutivamente tra il 2005 ed il 2008 e una nel 2018) più una nella categoria "Ritorno dell’anno", ottenuta nel 2018]. Inoltre, il tennista Rafael Nadal è l'unico sportivo della storia ad aver vinto almeno una volta in carriera ciascuno dei tre singoli "Laureus" messi in palio in ognuna delle tre singole categorie dei "Laureus World Sports Awards" per cui concorre (ovvero quelle per atleti non disabili e che non praticano sport alternativi), avendo vinto i tre seguenti "Laureus": due nella categoria "Sportivo dell'anno" nel 2011 e nel 2021, uno nella categoria "Rivelazione dell'anno" nel 2006 e uno nella categoria "Ritorno dell'anno" nel 2014.

## Vincitori

### Sportivo e sportiva dell'anno
| Anno | Sportivo                    | Sportivo             | Sportiva                | Sportiva             |
| Anno | Nome                        | Sport                | Nome                    | Sport                |
| ---- | --------------------------- | -------------------- | ----------------------- | -------------------- |
| 2000 | Tiger Woods                 | Golf                 | Marion Jones            | Atletica             |
| 2001 | Tiger Woods                 | Golf                 | Cathy Freeman           | Atletica             |
| 2002 | Michael Schumacher          | Automobilismo        | Jennifer Capriati       | Tennis               |
| 2003 | Lance Armstrong             | Ciclismo             | Serena Williams         | Tennis               |
| 2004 | Michael Schumacher          | Automobilismo        | Annika Sörenstam        | Golf                 |
| 2005 | Roger Federer               | Tennis               | Kelly Holmes            | Atletica             |
| 2006 | Roger Federer               | Tennis               | Janica Kostelić         | Sci alpino           |
| 2007 | Roger Federer               | Tennis               | Yelena Isinbayeva       | Atletica             |
| 2008 | Roger Federer               | Tennis               | Justine Henin           | Tennis               |
| 2009 | Usain Bolt                  | Atletica             | Yelena Isinbayeva       | Atletica             |
| 2010 | Usain Bolt                  | Atletica             | Serena Williams         | Tennis               |
| 2011 | Rafael Nadal                | Tennis               | Lindsey Vonn            | Sci alpino           |
| 2012 | Novak Đoković               | Tennis               | Vivian Cheruiyot        | Atletica             |
| 2013 | Usain Bolt                  | Atletica             | Jessica Ennis           | Atletica             |
| 2014 | Sebastian Vettel            | Automobilismo        | Missy Franklin          | Nuoto                |
| 2015 | Novak Đoković               | Tennis               | Genzebe Dibaba          | Atletica             |
| 2016 | Novak Đoković               | Tennis               | Serena Williams         | Tennis               |
| 2017 | Usain Bolt                  | Atletica             | Simone Biles            | Ginnastica artistica |
| 2018 | Roger Federer               | Tennis               | Serena Williams         | Tennis               |
| 2019 | Novak Đoković               | Tennis               | Simone Biles            | Ginnastica artistica |
| 2020 | Lewis Hamilton Lionel Messi | Automobilismo Calcio | Simone Biles            | Ginnastica artistica |
| 2021 | Rafael Nadal                | Tennis               | Naomi Ōsaka             | Tennis               |
| 2022 | Max Verstappen              | Automobilismo        | Elaine Thompson-Herah   | Atletica             |
| 2023 | Lionel Messi                | Calcio               | Shelly-Ann Fraser-Pryce | Atletica             |
| 2024 | Novak Đoković               | Tennis               | Aitana Bonmatí          | Calcio               |

1. 1 2  Premio revocato e non riassegnato, in seguito all'ammissione di doping da parte dell'atleta.

### Squadra dell'anno
- 2000:  Manchester United
- 2001:  Nazionale di calcio della Francia
- 2002:  Nazionale di cricket dell'Australia
- 2003:  Nazionale di calcio del Brasile
- 2004:  Nazionale di rugby a 15 dell'Inghilterra
- 2005:  Nazionale di calcio della Grecia
- 2006:  Renault F1
- 2007:  Nazionale di calcio dell'Italia
- 2008:  Nazionale di rugby a 15 del Sudafrica
- 2009:  Squadra olimpica cinese
- 2010:  Brawn GP
- 2011:  Nazionale di calcio della Spagna
- 2012:  Barcellona
- 2013:  Squadra europea di Ryder Cup
- 2014:  Bayern Monaco
- 2015:  Nazionale di calcio della Germania
- 2016:  Nazionale di rugby a 15 della Nuova Zelanda
- 2017:  Chicago Cubs
- 2018:  Mercedes
- 2019:  Nazionale di calcio della Francia
- 2020:  Nazionale di rugby a 15 del Sudafrica
- 2021:  Bayern Monaco
- 2022:  Nazionale di calcio dell'Italia
- 2023:  Nazionale di calcio dell'Argentina
- 2024:  Nazionale di calcio femminile della Spagna

### Rivelazione dell'anno
- 2000:  Sergio García - Golf
- 2001:  Marat Safin - Tennis
- 2002:  Juan Pablo Montoya - Automobilismo
- 2003:  Yao Ming - Basket
- 2004:  Michelle Wie - Golf
- 2005:  Liu Xiang - Atletica
- 2006:  Rafael Nadal - Tennis
- 2007:  Amélie Mauresmo - Tennis
- 2008:  Lewis Hamilton - Automobilismo
- 2009:  Rebecca Adlington - Nuoto
- 2010:  Jenson Button - Automobilismo
- 2011:  Martin Kaymer - Golf
- 2012:  Rory McIlroy - Golf
- 2013:  Andy Murray - Tennis
- 2014:  Marc Márquez - Motociclismo
- 2015:  Daniel Ricciardo - Automobilismo
- 2016:  Jordan Spieth - Golf
- 2017:  Nico Rosberg - Automobilismo
- 2018:  Sergio García - Golf
- 2019:  Naomi Ōsaka - Tennis
- 2020:  Egan Bernal - Ciclismo
- 2021:  Patrick Mahomes - Football americano
- 2022:  Emma Raducanu - Tennis
- 2023:  Carlos Alcaraz - Tennis
- 2024:  Jude Bellingham - Calcio

### Ritorno dell'anno
- 2000:  Lance Armstrong - Ciclismo (premio revocato e non riassegnato)
- 2001:  Jennifer Capriati - Tennis
- 2002:  Goran Ivanišević - Tennis
- 2003:  Ronaldo - Calcio
- 2004:  Hermann Maier - Sci alpino
- 2005:  Alex Zanardi - Automobilismo
- 2006:  Martina Hingis - Tennis
- 2007:  Serena Williams - Tennis
- 2008:  Paula Radcliffe - Corsa
- 2009:  Vitali Klitschko - Pugilato
- 2010:  Kim Clijsters - Tennis
- 2011:  Valentino Rossi - Motociclismo
- 2012:  Darren Clarke - Golf
- 2013:  Felix Sánchez - Atletica
- 2014:  Rafael Nadal - Tennis
- 2015:  Schalk Burger - Rugby
- 2016:  Dan Carter - Rugby
- 2017:  Michael Phelps - Nuoto
- 2018:  Roger Federer - Tennis
- 2019:  Tiger Woods - Golf
- 2020:  Sophia Flörsch - Automobilismo
- 2021:  Maxence Parrot - Snowboard
- 2022:  Sky Brown - Skateboard
- 2023:  Christian Eriksen - Calcio
- 2024:  Simone Biles - Ginnastica artistica

### Sportivo disabile dell'anno
- 2000:  Louise Sauvage - Atletica
- 2001:  Vinny Lauwers - Vela
- 2002:  Esther Vergeer - Tennis su sedia a rotelle
- 2003:  Michael Milton - Sci alpino
- 2004:  Earle Connor - Atletica
- 2005:  Chantal Petitclerc - Atletica
- 2006:  Ernst van Dyk - Corsa su sedia a rotelle
- 2007:  Martin Braxenthaler - Sci
- 2008:  Esther Vergeer - Tennis su sedia a rotelle
- 2009:  Daniel Dias - Nuoto
- 2010:  Natalie du Toit - Nuoto
- 2011:  Verena Bentele - Biathlon e sci di fondo
- 2012:  Oscar Pistorius - Atletica
- 2013:  Daniel Dias - Nuoto
- 2014:  Marie Bochet - Sci
- 2015:  Tatyana McFadden - Sci
- 2016:  Daniel Dias - Nuoto
- 2017:  Bebe Vio - Scherma
- 2018:  Marcel Hug - Atletica
- 2019:  Henrieta Farkašová - Sci alpino
- 2020:  Oksana Masters - Atletica
- 2021:  Chris Nikic - Atletica (Triatleta)
- 2022:  Marcel Hug - Atletica
- 2023:  Catherine Debrunner - Atletica
- 2024:  Diede de Groot - Tennis

### Sportivo alternativo dell'anno
- 2000:  Shaun Palmer - X Games
- 2001:  Mike Horn - Navigazione
- 2002:  Bob Burnquist - Skateboarding
- 2003:  Dean Potter - Speed climbing
- 2004:  Layne Beachley - Surf
- 2005:  Ellen MacArthur - Vela
- 2006:  Angelo d'Arrigo - Aviazione
- 2007:  Kelly Slater - Surf
- 2008:  Shaun White - Snowboard e skateboarding
- 2009:  Kelly Slater - Surf
- 2010:  Stephanie Gilmore - Surf
- 2011:  Kelly Slater - Surf
- 2012:  Kelly Slater - Surf
- 2013:  Felix Baumgartner - Base jumping e paracadutismo
- 2014:  Jamie Bestwick - BMX
- 2015:  Alan Eustace - Paracadutismo
- 2016:  Jan Frodeno - Triathlon
- 2017:  Rachel Atherton - BMX
- 2018:  Armel Le Cléac'h - Vela
- 2019:  Chloe Kim - Snowboard
- 2020:  Chloe Kim - Snowboard
- 2021: Non assegnato
- 2022:  Beth Shriever - BMX
- 2023:  Eileen Gu - Sci freestyle
- 2024:  Arisa Trew - Skateboarding

### Premio alla carriera
- 2000:  Pelé - Calcio
- 2001:  Steve Redgrave - Canottaggio
- 2002:  Peter Blake - Vela
- 2003:  Gary Player - Golf
- 2004:  Arne Naess - Alpinismo
- 2005: Non assegnato
- 2006:  Johan Cruijff - Calcio
- 2007:  Franz Beckenbauer - Calcio
- 2008:  Sergey Bubka - Atletica
- 2009: Non assegnato
- 2010:  Nawal El Moutawakel - Atletica leggera
- 2011:  Zinédine Zidane - Calcio
- 2012:  Bobby Charlton - Calcio
- 2013:  Sebastian Coe - Atletica
- 2014: Non assegnato
- 2015: Non assegnato
- 2016:  Niki Lauda - Automobilismo
- 2017: Non assegnato
- 2020:  Dirk Nowitzki - Basket
- 2021:  Billie Jean King - Tennis
- 2022:  Tom Brady - Football americano

### Risultato eccezionale
- 2013:  Michael Phelps - Nuoto
- 2015:  Li Na - Tennis
- 2018:  Francesco Totti - Calcio
- 2020:  Federazione cestistica della Spagna - Basket
- 2022:  Robert Lewandowski - Calcio

### Spirito sportivo
- 2005:  Boston Red Sox - Baseball
- 2006:  Valentino Rossi - Motociclismo
- 2007:  Barcellona - Calcio
- 2008:  Dick Pound - Presidente WADA
- 2009: Non assegnato
- 2010: Non assegnato
- 2011:  Squadra europea di Ryder Cup
- 2012: Non assegnato
- 2013: Non assegnato
- 2014:  Nazionale di cricket dell'Afghanistan - Cricket
- 2015:  Yao Ming - Basket
- 2016:  Johan Cruijff - Calcio
- 2017:  Leicester City Football Club - Calcio
- 2018: Non assegnato
- 2019: Non assegnato
- 2020:  Sachin Tendulkar - Cricket
- 2021:  Mohamed Salah - Calcio
- 2022: Non assegnato

### Sport per il bene
- 2000:  Eunice Kennedy Shriver
- 2001:  Kip Keino - Atletica
- 2002:  Peter Blake - Vela
- 2003:  Arnold Schwarzenegger - Culturismo
- 2004:  Nazionale di cricket dell'India,  Nazionale di cricket del Pakistan / MYSA (Mathare Youth Sport Association)
- 2005:  Gerry Storey - Allenatore di pugilato
- 2006: Jürgen Griesbeck - streetfootballworld
- 2007: Luke Dowdney - creatore del progetto Fight for Peace a Rio de Janeiro
- 2008: Brendan Tuohey e Sean Tuohey - co-fondatori del progetto PeacePlayers International
- 2009: Non assegnato
- 2010:  Dikembe Mutombo - Per la beneficenza in Congo
- 2011:  May El-Khalil - fondatore della maratona di Beirut
- 2012:  Raí - Campagna per la giustizia sociale
- 2013: Non assegnato
- 2014:  Magic Bus - Carità
- 2015: Skateinstan - Associazione per lo sviluppo di Afghanistan, Cambogia e Sud Africa attraverso lo skateboard
- 2016: Moving the goalpost - Calcio
- 2017: Atleti Olimpici Rifugiati - Nazionale Olimpica
- 2018: ActiveCN
- 2020:  South Bronx United - Organizzazione che usa il calcio per aiutare i giovani svantaggiati ed emarginati che vivono in alcune delle comunità più povere di New York
- 2021:  KICKFORMORE by KICKFAIR - Organizzazione tedesca che usa il calcio per costruire delle relazioni culturali tra le culture svantaggiate ed in particolar modo tra i rifugiati con un programma basato sulla non violenza, sui diritti umani e sulla parità dei sessi
- 2022:  Lost Boyz Inc. - Organizzazione americana che si occupa di inserire i bambini nati in contesti svantaggiati nella società grazie allo sport
- 2023: TeamUp - Organizzazione per il sostegno psico-sociale che aiuta bambini in situazioni difficili, specialmente in teatri di guerra, sviluppata da War Child, Save the Children e UNICEF.
- 2024:  Rafa Nadal Foundation: Fondazione fondata dal campione di tennis spagnolo Rafael Nadal, che si occupa di aiutare bambini in stato di difficoltà in Spagna ed India attraverso lo sport e l'educazione.

### Atleta attivista dell'anno
- 2021:  Lewis Hamilton - Automobilismo - Hamilton ha vinto questo premio per il suo attivismo contro la disuguaglianza, per sostenere la giustizia razziale e promuovere le diversità
- 2022: Non assegnato

### Icona Sportiva
- 2022:  Valentino Rossi - Motociclismo - Premio chiamato "Laureus Sporting Icon" come "Icona Sportiva"

## Membri del Laureus World Sports Academy

### In attività
La Laureus World Sports Academy conta attualmente 62 membri. In grassetto è evidenziato il presidente in carica dell'Academy.
- Alberto Tomba - Sci
- Alexey Nemov - Ginnastica
- Alessandro Del Piero - Calcio
- Bobby Charlton - Calcio
- Boris Becker - Tennis
- Brian O’Driscoll - Rugby
- Cafu - Calcio
- Carles Puyol - Calcio
- Cathy Freeman - Atletica
- Daley Thompson - Atletica
- Dan Marino - Football americano
- David Douillet - Judo
- Dawn Fraser - Nuoto
- Deng Yaping - Tennis tavolo
- Edwin Moses - Atletica
- Emerson Fittipaldi - Automobilismo
- Fabian Cancellara - Ciclismo
- Francesco Totti - Calcio
- Franz Beckenbauer - Calcio
- Franz Klammer - Sci
- Gary Player - Golf
- Giacomo Agostini - Motociclismo
- Hugo Porta - Rugby
- Ian Botham - Cricket
- Ilie Năstase - Tennis
- Jack Nicklaus - Golf
- Kapil Dev - Cricket
- Katarina Witt - Skating
- Kip Keino - Atletica
- Lennox Lewis - Pugilato
- Li Na - Tennis
- Li Xiaopeng - Ginnastica artistica

- Luís Figo - Calcio
- Marcel Desailly - Calcio
- Marcus Allen - Football americano
- Maria Riesch - Sci
- Mark Spitz - Nuoto
- Martina Navrátilová - Tennis
- Marvin Hagler - Pugile
- Michael Johnson - Atletica
- Mick Doohan - Motociclismo
- Mika Häkkinen - Automobilismo
- Miguel Indurain - Ciclismo
- Mike Horn - Esplorazione
- Monica Seles - Tennis
- Morné du Plessis - Rugby
- Nawal El Moutawakel - Atletica
- Nadia Comăneci - Ginnastica
- Steve Redgrave - Criket
- Raúl González Blanco - Calcio
- Robby Naish - Vela
- Sachin Tendulkar - Criket
- Sean Fitzpatrick - Rugby
- Sebastian Coe - Atletica
- Sergey Bubka - Atletica
- Steve Waugh - Cricket
- Steve Waugh - Canoa
- Tanni Grey-Thompson - Atletica paralimpica
- Tegla Loroupe - Atletica
- Tony Hawk - Skateboarding
- Vivian Richards - Cricket
- Yang Yang - Pattinaggio
- Yao Ming - Basket

### Membri deceduti
- Peter Blake - Vela
- Bill Shoemaker - Ippica
- Severiano Ballesteros - Golf

- Niki Lauda - Automobilismo
- Pelé - Calcio

### Ex membri
- Pelé - Calcio
- Michael Jordan - Pallacanestro
- Yasuhiro Yamashita - Judo
- Greg LeMond - Ciclismo
- Jackie Joyner-Kersee - Atletica leggera
- Sugar Ray Leonard
- Michel Platini - Calcio
- Ivan Lendl - Tennis
- Marvin Hagler - Pugilato
- John McEnroe - Tennis
- Robby Naish - Windsurf e kiteboard